# Politeia (Aristóteles)
Politeia (en griego Πολιτεία) es término de filosofía política utilizado por Aristóteles. Su significado más literal sería «lo concerniente al Estado».

## Composición
El significado literal del libro Politeia, tiene cierta disputa. Lo que se ve incrementado cuando esto se relaciona con la pérdida de los trabajos de Aristóteles.
En la Constitución de los atenienses, Aristóteles utiliza la palabra Politeia para designar los once estados del gobierno ateniano  hasta su propio tiempo, desde la monarquía absoluta de Ion y la tiranía de los Treinta Tiranos a la Asamblea democrática y la selección por sorteo de Pericles. Según Aristóteles la monarquía absoluta de Ion era "menos política" que la de Teseo o las posteriores constituciones, pero el texto es dudoso.
En sus políticas, Aristóteles utiliza claramente Politeia tanto en el caso anterior así como también en un sentido más restringido. Lo que es este sentido exactamente, y el modo en el que la utiliza de manera coherente, se ha debatido por mucho tiempo. Por elección cuidadosa, todas las siguientes citas pueden ser defendidas:
- Una forma específica de gobierno. Aristóteles clasificó constituciones en dos motivos: el número de ciudadanos que tenía voz en la toma de leyes, y si lo hacen teniendo en cuenta el bien de todos los ciudadanos, o sólo los suyos propios. Junto con la monarquía y la aristocracia, Politeia es uno de los tres virtuosas formas de gobierno. Mientras que monarquía es el gobierno para uno, y la aristocracia para unos pocos, Politeia es la regla de la mayoría.
- Una constitución que no encaja en este período de seis clasificaciones, porque una de ellas tiene más características que las demás: las constituciones de Cartago, Esparta, y "Creta" (cual de todas las ciudades de la isla también está en debate).
- Una constitución que mezcla la oligarquía y la democracia (términos que según Aristóteles se refieren como tipos de constituciones viciosas).
- Una constitución de hoplitas gobernados. Esta es más restrictiva que la era de la Atenas de Aristóteles. Atenas era una potencia naval, y a muchos ciudadanos se les permitió votar, y servir al estado en guerra, los cuales no podían permitirse una masiva armadura de metal.

Por qué Aristóteles utiliza el mismo término para referirse a por lo menos dos ideas ha confundido a los lectores desde hace milenios. Por ejemplo, Aristóteles luego se refiere al ideal Politeia como uno usando una mezcla de gobiernos. Pero no se sabe si se refiere a los gobiernos en general o a una forma específica.
- Datos: Q16620809